# Segnaletica stradale in Svizzera
I segnali stradali in Svizzera sono regolati dall'ordinanza del 5 settembre 1979 sulla segnaletica stradale (in sigla, OSStr) e dalle sue successive modificazioni.
La norma divide i segnali nelle seguenti categorie: segnali di pericolo, segnali di prescrizione, segnali di precedenza, segnali di indicazione, indicazioni che completano i segnali, segni e istruzioni della polizia, segnali luminosi e demarcazioni e dispositivi di rotta. Sono validi per tutti gli utenti della strada a meno che l'eccezione non venga esplicitamente indicata da un pannello.

Anche nel principato del Liechtenstein vengono utilizzati gli stessi segnali stradali presenti in Svizzera, con le iscrizioni unicamente in tedesco. Dal 1972 al 2003 il font dei segnali stradali svizzeri era SNV, mentre dal 2003 venne sostituito dall'attuale font ASTRA-Frutiger.

## Segnali di pericolo
I segnali di pericolo in Svizzera vengono posti 150-250 metri prima del pericolo indicato dal segnale stesso al di fuori delle località, entro 50 metri dal pericolo all'interno delle località ed entro 100 metri dal pericolo su autostrade e semiautostrade (ma, in questo caso, sono collocati dei segnali avanzati 500-1000 metri prima).
I segnali di pericolo svizzeri hanno forma triangolare con bordo rosso, bordi arrotondati e sono retroriflettenti.
In caso in cui il pericolo indicato sia da intendersi a distanze diverse da quelle sopracitate, deve essere apposto un pannello integrativo che ne indichi la diversa distanza.

### Pericoli inerenti alla strada
| Segnale svizzero | Significato                        | Spiegazione |
|                  | Curva a destra                     | Presegnala un tratto di strada non rettilineo pericoloso per la limitata visibilità o per caratteristiche del tracciato (curva stretta a destra). |
|                  | Curva a sinistra                   | Presegnala un tratto di strada non rettilineo pericoloso per la limitata visibilità o per caratteristiche del tracciato (curva stretta a sinistra). |
|                  | Doppia curva, la prima a destra    | Presegnala una doppia curva, di cui la prima a destra. Il segnale è utilizzato anche in caso di più di due curve (di cui la prima a destra), accompagnato da un pannello complementare indicante l'estesa. |
|                  | Doppia curva, la prima a sinistra  | Presegnala una doppia curva, di cui la prima a sinistra. Il segnale è utilizzato anche in caso di più di due curve (di cui la prima a sinistra), accompagnato da un pannello complementare indicante l'estesa. |
|                  | Strada sdrucciolevole              | Presegnala un tratto di strada che in particolari condizioni climatiche od ambientali può diventare sdrucciolevole. I pannelli integrativi illustrano i motivi di eventuale pericolo. In corrispondenza di passaggi a livello non perpendicolari alla strada, è in uso una variante del segnale in maniera non ufficiale, con la sagoma di una moto, al posto dell'autovettura, a segnalare il pericolo di scarsa aderenza delle ruote del motociclo, incrociando le rotaie. |
|                  | Cunetta                            | Segnala un tratto di strada in cattivo stato o con pavimentazione irregolare o una cunetta. |
|                  | Strada stretta                     | Segnala un restringimento pericoloso della carreggiata su entrambi i lati. |
|                  | Restringimento a destra            | Segnala un restringimento pericoloso della carreggiata posto sul lato destro. |
|                  | Restringimento a sinistra          | Segnala un restringimento pericoloso della carreggiata posto sul lato sinistro. |
|                  | Discesa pericolosa                 | Presegnala un tratto di strada in discesa secondo il senso di marcia. La pendenza è espressa in percentuale. |
|                  | Salita ripida                      | Presegnala un tratto di strada in forte salita secondo il senso di marcia. La pendenza è espressa in percentuale. |
|                  | Ghiaia                             | Presegnala la presenza di pietrisco, di materiale minuto o granaglia che può essere proiettato a distanza o scagliato in aria dai veicoli in transito. |
|                  | Caduta di sassi                    | Presegnala il pericolo di caduta massi dalla parete rocciosa soprastante con possibile presenza di pietre sulla carreggiata. |
|                  | Lavori                             | Presegnala cantieri di lavori in corso, depositi temporanei di materiale, presenza di macchinari adibiti ai lavori stradali. |
|                  | Barriere                           | Segnala un passaggio a livello con barriere, recinzioni di campi di aviazione e simili. |
|                  | Passaggio a livello senza barriere | Segnala un passaggio a livello senza barriere. |
|                  | Tavole indicatrici di distanza     | Indicano la distanza dal passaggio a livello per il quale vengono installati. Questo segnale è abolito dal 1º gennaio 2016. |
|                  | Tram                               | Segnala attraversamento tranviario. |

### Altri pericoli
| Segnale svizzero | Significato               | Spiegazione |
|                  | Pedoni                    | Segnala un attraversamento pedonale (situato fuori dai centri abitati) non altrimenti riconoscibile da almeno 200 m di distanza. |
|                  | Bambini                   | Segnala luoghi frequentati da bambini, come le scuole, i giardini pubblici, i campi di gioco e simili. |
|                  | Ciclisti                  | Presegnala un punto in cui i ciclisti e ciclomotoristi attraversano o si immettono sulla strada (al di fuori delle intersezioni). |
|                  | Passaggio di selvaggina   | Presegnala un tratto di strada con probabile improvvisa presenza od attraversamento di animali selvatici. |
|                  | Animali                   | Presegnala un tratto di strada che è situata in una regione con pascoli non cintati o dove è frequente il transito di bestiame o dove sono in corso operazioni di carico e scarico di animali.                                                                                  |
|                  | Traffico in senso inverso | Segnala un tratto di strada che da senso unico diventa a doppio senso. |
|                  | Segnali luminosi          | Presegnala un impianto semaforico e può essere utilizzato anche per segnalare un tratto di strada in cui si fa usa della regolazione dinamica delle corsie; nelle località è collocato solo sulle strade a scorrimento veloce o se il semaforo non può essere scorto per tempo. |
|                  | Velivoli                  | Presegnala la possibilità di improvvisi forti rumori o abbagliamenti dovuti ad aeroplani a bassa quota. Questo segnale è abolito dal 1º gennaio 2016. |
|                  | Vento laterale            | Presegnala la possibilità di forti raffiche di vento laterale. Questo segnale è abolito dal 1º gennaio 2016. |
|                  | Altri pericoli            | Segnala un pericolo diverso da quelli indicati negli altri segnali di pericolo; il segnale deve essere possibilmente accompagnato da un pannello integrativo. |
|                  | Colonna                   | Presegnala un tratto di strada in cui è in atto un forte rallentamento od una coda del traffico. |

## Segnali di prescrizione

### Segnali di circolazione, limitazioni delle dimensioni e del peso
| Segnale svizzero | Significato                                                                                     | Spiegazione |
|                  | Divieto generale di circolazione nelle due direzioni                                            | Vieta a tutti i veicoli di entrare in una strada. Nonostante siano dei veicoli, il divieto espresso dal segnale non si applica ai carri a mano larghi al più 1 m, alle carrozzine per bambini, alle sedie a rotelle senza motore, alle sedie a rotelle con motore (solo se usate da persone disabili), ai monopattini autobilanciati (solo se usati da persone disabili), ai velocipedi spinti a mano e ai ciclomotori e alle motociclette spinte a mano con motore spento.                              |
|                  | Divieto di accesso                                                                              | Vieta ai veicoli di entrare in una strada accessibile invece nell'altro senso. Nonostante siano dei veicoli, il divieto espresso dal segnale non si applica ai carri a mano larghi al più 1 m, alle carrozzine per bambini, alle sedie a rotelle senza motore, alle sedie a rotelle con motore (solo se usate da persone disabili), ai monopattini autobilanciati (solo se usati da persone disabili), ai velocipedi spinti a mano e ai ciclomotori e alle motociclette spinte a mano con motore spento. |
|                  | Divieto di circolazione per gli autoveicoli                                                     | Vieta il transito a tutti a tutti gli autoveicoli e più generalmente a tutti i veicoli a motore con ruote simmetriche (comprese le motocarrozzette ed eccetto i ciclomotori). |
|                  | Divieto di circolazione per i motoveicoli                                                       | Vieta il transito a tutti i motoveicoli. |
|                  | Divieto di circolazione per i velocipedi ed i ciclomotori                                       | Vieta il transito ai velocipedi e ai ciclomotori. |
|                  | Divieto di circolazione per i ciclomotori                                                       | Vieta il transito ai ciclomotori pesanti e veloci. |
|                  | Divieto di circolazione per gli autocarri                                                       | Vieta il transito agli autoveicoli pesanti (ovvero oltre 3,5 t) per il trasporto di cose. |
|                  | Divieto di circolazione per gli autobus                                                         | Vieta il transito ai veicoli di trasporto collettivo di persone (autobus). |
|                  | Divieto di circolazione per i rimorchi                                                          | Vieta il transito a tutti i veicoli a motore con un rimorchio (eccetto i rimorchi agricoli e quelli di velocipedi e ciclomotori). Un pannello aggiuntivo può indicare che il divieto si applica solamente ai veicoli trainanti un rimorchio la cui massa indicata sulla carta di circolazione supera il valore indicato dal pannello. |
|                  | Divieto di circolazione per i rimorchi, eccettuati i semirimorchi e i rimorchi ad asse centrale | Vieta il transito ai tutti i veicoli a motore con un rimorchio, eccettuati i semirimorchi ed i rimorchi ad asse centrale. Un pannello aggiuntivo può indicare che il divieto si applica solamente ai veicoli trainanti un rimorchio la cui massa indicata sulla carta di circolazione supera il valore indicato dal pannello. |
|                  | Divieto di circolazione per i veicoli che trasportano merci pericolose                          | Vieta il transito ai veicoli che trasportano merci pericolose, come esplosivi, benzina, materie tossiche o radioattive. |
|                  | Divieto di circolazione per i veicoli il cui carico può inquinare le acque                      | Vieta il transito ai veicoli che trasportano sostanze suscettibili di contaminare l'acqua. |
|                  | Divieto di circolazione per gli animali                                                         | Vieta il transito agli animali (sia da soma, sia da sella, sia da traino, sia bestiame in transito). |
|                  | Divieto di circolazione per gli autoveicoli ed i motoveicoli                                    | Vieta il transito agli autoveicoli ed ai motoveicoli. In generale possono essere utilizzati simboli diversi da quelli mostrati nell'esempio (e ovviamente il divieto si applica solamente alle categorie indicate). |
|                  | Divieto di circolazione per gli autoveicoli, i motoveicoli ed i ciclomotori                     | Vieta il transito agli autoveicoli, ai ciclomotori ed ai motoveicoli. In generale possono essere utilizzati simboli diversi da quelli mostrati nell'esempio (e ovviamente il divieto si applica solamente alle categorie indicate); questo segnale è utilizzato solamente nei centri abitati o in strade di scarsa importanza. |
|                  | Accesso vietato ai pedoni                                                                       | Vieta il transito ai pedoni e ai mezzi simili ai veicoli. |
|                  | Divieto di sciare                                                                               | Vieta lo sci nel tratto in oggetto. |
|                  | Divieto di slittare                                                                             | Vieta l'uso dello slittino o del bob nel tratto in oggetto. |
|                  | Divieto di circolazione per i mezzi simili ai veicoli                                           | Vieta l'accesso ai mezzi di trasporto simili ai veicoli, per esempio pattini a rotelle o rollerblades. |
|                  | Peso massimo                                                                                    | Vieta il transito ai veicoli aventi massa superiore a quella indicata in tonnellate al momento del transito. |
|                  | Pressione sull'asse                                                                             | Vieta il transito ai veicoli aventi sull'asse più caricato una massa superiore a quella indicata al momento del transito. Assi distanti meno di 1 m sono considerati come un singolo asse al fine dell'applicazione della prescrizione data dal segnale. |
|                  | Larghezza massima                                                                               | Vieta il transito ai veicoli aventi larghezza superiore a quella indicata in metri. |
|                  | Altezza massima                                                                                 | Vieta il transito ai veicoli aventi altezza superiore a quella indicata in metri. |
|                  | Lunghezza massima                                                                               | Vieta il transito ai veicoli od ai complessi di veicoli di lunghezza superiore alla lunghezza indicata in metri. |

### Prescrizioni per i veicoli in movimento e limitazioni del parcheggio
| Segnale svizzero | Significato                                                              | Spiegazione |
|                  | Velocità massima                                                         | Indica la velocità massima in chilometri orari alla quale i veicoli possono procedere immediatamente dopo il segnale. |
|                  | Velocità massima 50, limite generale                                     | Indica il punto di inizio della limitazione generale di velocità di 50 chilometri orari prevista nei centri abitati. Lo stesso segnale si può trovare anche nelle versioni in altre lingue: in francese , in italiano ed in romancio .                                                                            |
|                  | Velocità minima                                                          | Vieta ai conducenti di procedere a una velocità inferiore a quella indicata. |
|                  | Direzione obbligatoria a destra                                          | Indica che la sola direzione consentita al conducente è quella di andare a destra. |
|                  | Direzione obbligatoria a sinistra                                        | Indica che la sola direzione consentita al conducente è quella di andare a sinistra. |
|                  | Ostacolo da scansare a destra                                            | Obbliga i conducenti a passare a destra dell'ostacolo come un cantiere, uno spartitraffico, un salvagente o un'isola di traffico. |
|                  | Ostacolo da scansare a sinistra                                          | Obbliga i conducenti a passare a sinistra dell'ostacolo come un cantiere, uno spartitraffico, un salvagente o un'isola di traffico. |
|                  | Circolare diritto                                                        | Indica che la sola direzione consentita al conducente è quella di andare dritta. |
|                  | Svoltare a destra                                                        | Preavvisa che la sola direzione consentita al conducente è quella di andare a destra. |
|                  | Svoltare a sinistra                                                      | Preavvisa che la sola direzione consentita al conducente è quella di andare a sinistra. |
|                  | Svoltare a destra o a sinistra                                           | Direzioni obbligatorie a destra ed a sinistra. |
|                  | Circolare diritto o svoltare a destra                                    | Direzioni consentite a dritto ed a destra. |
|                  | Circolare diritto o svoltare a sinistra                                  | Direzioni consentite a dritto ed a sinistra. |
|                  | Area con percorso rotatorio obbligato                                    | Indica ai conducenti l'obbligo di circolare nel verso antiorario indicato dalle frecce attorno all'area di rotazione. È posto subito prima di una piazza dove si svolge circolazione rotatoria. |
|                  | Direzione obbligatoria per i veicoli che trasportano merci pericolose    | Indica una direzione obbligatoria per i veicoli che trasportano merci pericolose. |
|                  | Divieto di svoltare a destra                                             | Vieta di svoltare a destra al prossimo incrocio. |
|                  | Divieto di svoltare a sinistra                                           | Vieta di svoltare a sinistra al prossimo incrocio. |
|                  | Divieto di sorpasso                                                      | Vieta ai veicoli a motore di sorpassare i veicoli a motore con ruote affiancate, tramvie e ferrovie su strada; è comunque consentito il sorpasso di veicoli la cui velocità massima sia limitata a 30 chilometri orari.                                                                                           |
|                  | Divieto di sorpasso per gli autocarri                                    | Indica il divieto a tutti i veicoli, non adibiti al trasporto di persone, di massa a pieno carico superiore a 3,5 t di sorpassare i veicoli a motore con ruote affiancate, tramvie e ferrovie su strada; è comunque consentito il sorpasso di veicoli la cui velocità massima sia limitata a 30 chilometri orari. |
|                  | Divieto d'inversione                                                     | Vieta di effettuare un'inversione di marcia. |
|                  | Intervallo minimo                                                        | Vieta ai conducenti di autoveicoli e autoarticolati il cui peso totale indicato nella licenza di circolazione supera 3,5 t di seguire il veicolo che precede a una distanza inferiore a quella indicata, in metri, sul segnale.                                                                                   |
|                  | Catene per la neve obbligatorie                                          | Vieta il transito ai veicoli sprovvisti di catene da neve (o dispositivi analoghi autorizzati). |
|                  | Divieto di fermata                                                       | Vieta la sosta e la fermata o qualsiasi temporanea sospensione della marcia ai veicoli. La prescrizione si riferisce al lato della strada su cui è posto il segnale. |
|                  | Divieto di parcheggio                                                    | Vieta la sosta, fermata prolungata (parcheggio) ai veicoli, in quei luoghi dove per regola generale non vige tale divieto. La prescrizione si riferisce al lato della strada su cui è posto il segnale. |
|                  | Fermata al posto di dogana                                               | Arresto ad un posto di frontiera. |
|                  | Polizia                                                                  | Arresto ad un posto di blocco della Polizia. |
|                  | Fine della velocità massima                                              | Indica la fine del limite sulla velocità massima alla quale i veicoli possono procedere e ripristina il consueto limite di velocità relativo alla strada percorsa. |
|                  | Fine della velocità massima 50, limite generale                          | Indica il punto di fine della limitazione generale di velocità di 50 chilometri orari prevista nei centri abitati. Lo stesso segnale si può trovare anche nelle versioni in altre lingue: in francese , in italiano ed in romancio .                                                                              |
|                  | Fine della velocità minima                                               | Indica la fine della validità del limite minimo di velocità. |
|                  | Fine divieto di sorpasso                                                 | Indica la fine del divieto a tutti i veicoli di sorpassare veicoli a motore con ruote affiancate, tramvie e ferrovie su strada. |
|                  | Fine del divieto di sorpasso per gli autocarri                           | Indica la fine del divieto a tutti i veicoli non adibiti al trasporto di persone di massa a pieno carico oltre 3,5 t di sorpassare veicoli a motore con ruote affiancate, tramvie e ferrovie su strada. |
|                  | Fine del divieto parziale di circolazione                                | Indica la fine del divieto di circolazione per i veicoli indicati nel segnale. |
|                  | Fine dell'obbligo di utilizzare le catene per la neve                    | Indica la fine dell'obbligo di catene da neve. |
|                  | Via libera                                                               | Indica il punto ove le prescrizioni precedentemente indicate cessano di essere valide. |
|                  | Segnale per zone (limite di velocità, divieto di sosta, parcheggio ecc.) | Indica una zona in vige il segnale riportato nel pannello. Lo stesso segnale si può trovare anche nella versione in lingua italiana e romancia: |
|                  | Fine del segnale per zone                                                | Indica la fine della prescrizione per zona riportata nel segnale. Lo stesso segnale si può trovare anche nella versione in lingua italiana e romancia: |
|                  | Zona pedonale                                                            | Indica l'inizio di una zona pedonale. Lo stesso segnale si può trovare anche nella versione in lingua italiana e romancia: |
|                  | Fine della zona pedonale                                                 | Indica la fine di una zona pedonale. Lo stesso segnale si può trovare anche nella versione in lingua italiana e romancia: |
|                  | Zona d'incontro                                                          | Indica l'inizio di una zona residenziale. Lo stesso segnale si può trovare anche nella versione in lingua italiana e romancia: |
|                  | Fine della zona d'incontro                                               | Indica la fine di una zona residenziale. Lo stesso segnale si può trovare anche nella versione in lingua italiana e romancia: |

### Strade speciali, carreggiate e corsie riservate ai bus, sistema di segnali luminosi per la regolazione temporanea delle corsie
| Segnale svizzero | Significato                                                            | Spiegazione |
|                  | Ciclopista                                                             | Indica l'inizio di un percorso riservato e obbligatorio per i conducenti di velocipedi e ciclomotori (ciclopista). |
|                  | Fine ciclopista                                                        | Indica la fine di una ciclopista. |
|                  | Strada pedonale                                                        | Indica un percorso riservato e obbligatorio per i pedoni. |
|                  | Strada per cavalli da sella                                            | Indica un percorso riservato e obbligatorio per i cavallerizzi e i conducenti che conducono i cavalli per la cavezza. |
|                  | Ciclopista e strada pedonale divise per categoria                      | Indica un itinerario costituito da una ciclopista affiancata da un percorso per pedoni; la divisione delle aree riservate a ciascuna categoria di utenti della strada è effettuata mediante la segnaletica orizzontale (linee continue o discontinue). Sul segnale possono essere indicate altre categorie di utenti della strada.                                             |
|                  | Ciclopista e strada pedonale                                           | Indica l'inizio di un itinerario percorribile sia da pedoni, sia da conducenti di velocipedi e ciclomotoristi in maniera promiscua. Sul segnale possono essere indicate altre categorie di utenti della strada. I conducenti di velocipedi, ciclomotori o cavalli devono mantenere un particolare riguardo verso i pedoni.                                                     |
|                  | Carreggiata riservata ai bus                                           | Indica un percorso riservato agli autobus dei servizi di linea; l'autorizzazione ad usare il percorso per autobus da parte di altre categorie di utenti della strada può essere indicata da un pannello complementare. |
|                  | Sistema di segnali luminosi per la regolazione temporanea delle corsie | È un segnale luminoso che indica l'apertura o la chiusura delle corsia di marcia collocata al di sotto di esso (corsia dinamica). La freccia verde indica che la corsia è percorribile, la freccia gialla lampeggiante indica che la corsia deve essere liberata (spostandosi nella direzione indicata) mentre la croce rossa indica che la corsia è chiusa alla circolazione. |

## Segnali di precedenza
| Segnale svizzero | Significato                                                       | Spiegazione |
|                  | Stop                                                              | Prescrive l'obbligo di arrestarsi in ogni caso in corrispondenza della striscia trasversale di arresto ad un incrocio e di dare precedenza. Dal 2003 sostituisce il segnale: |
|                  | Dare precedenza                                                   | Prescrive di dare precedenza all'incrocio. |
|                  | Strada principale                                                 | Indica l'inizio di una strada il cui traffico ha diritto di precedenza. |
|                  | Fine della strada principale                                      | Indica la fine di una strada il cui traffico ha diritto di precedenza. |
|                  | Intersezione con strada senza precedenza                          | Presegnala un incrocio con una strada in cui si ha la precedenza sui veicoli provenienti sia da destra che da sinistra. Si noti che, salvo ulteriori indicazioni contrarie, la precedenza è accordata solamente rispetto alla prossima intersezione (o al più per una serie di intersezioni che si susseguono a distanza ravvicinata, se dotato di un pannello complementare indicate la lunghezza del tratto). |
|                  | Intersezione con precedenza da destra                             | Presegnala un incrocio in cui vige la regola generale di dare la precedenza a destra. |
|                  | Entrata da destra                                                 | Presegnala un incrocio con corsia di accelerazione o una confluenza sul lato destro della carreggiata. Questo segnale è abolito dal 1º gennaio 2016. |
|                  | Entrata da sinistra                                               | Presegnala un incrocio con corsia di accelerazione o una confluenza sul lato sinistro della carreggiata. Questo segnale è abolito dal 1º gennaio 2016. |
|                  | Lasciar passare i veicoli provenienti in senso inverso            | Prescrive di dare precedenza ai veicoli provenienti in direzione opposta in una strada a doppio senso che consente il passaggio di una sola fila di veicoli. |
|                  | Precedenza rispetto al traffico inverso                           | Indica la precedenza rispetto ai veicoli provenienti in direzione opposta in una strada a doppio senso che consente il passaggio di una sola fila di veicoli. |
|                  | Segnale con luci lampeggianti alternativamente (solo in Svizzera) | Prescrive l'arresto in caso di accensione lampeggiante delle luci (es. presso un passaggio a livello). |
|                  | Segnale semplice a luce intermittente (solo in Svizzera)          | Prescrive l'arresto in caso di accensione lampeggiante della luce (es. presso un passaggio a livello). |
|                  | Segnale luminoso ai passaggi a livello (solo in Liechtenstein)    | Prescrive l'arresto in caso di accensione della luce rossa. |
|                  | Croce di Sant'Andrea                                              | Segnala un passaggio a livello senza barriere ed invita quindi i conducenti alla massima prudenza, invitandoli a fermarsi immediatamente se fossero attive le due luci rosse lampeggianti/e o il segnale acustico che indicano l'avvicinarsi del treno. Prima del 1º gennaio 2016 questo segnale, denominato Croce di Sant'Andrea semplice, indicava solamente i passaggi a livello senza barriere con un solo binari mentre quelli con più binario erano indicati con una croce di Sant'Andrea doppia.                                            |
|                  | Croce di Sant'Andrea doppia                                       | Segnala un passaggio a livello senza barriere con più binari. Questo segnale è abolito dal 1º gennaio 2016. |
|                  | Croce di Sant'Andrea                                              | Segnala un passaggio a livello senza barriere ed invita quindi i conducenti alla massima prudenza, invitandoli a fermarsi immediatamente se fossero attive le due luci rosse lampeggianti/e o il segnale acustico che indicano l'avvicinarsi del treno; posto in verticale per problemi di spazio. Prima del 1º gennaio 2016 questo segnale, denominato Croce di Sant'Andrea semplice, indicava solamente i passaggi a livello senza barriere con un solo binario mentre quelli con più binari erano indicati con una croce di Sant'Andrea doppia. |
|                  | Croce di Sant'Andrea doppia                                       | Segnala un passaggio a livello senza barriere con più binari; posto in verticale per problemi di spazio. Questo segnale è abolito dal 1º gennaio 2016. |

## Segnali di indicazione

### Segnali indicanti norme di comportamento
| Segnale svizzero | Significato                                                   | Spiegazione |
|                  | Autostrada                                                    | Indica l'inizio di un'autostrada. |
|                  | Fine dell'autostrada (solo in Svizzera)                       | Indica la fine di un'autostrada. |
|                  | Semiautostrada                                                | Indica l'inizio di una semiautostrada. |
|                  | Fine della semiautostrada (solo in Svizzera)                  | Indica la fine di una semiautostrada. |
|                  | Strada postale di montagna                                    | Indica l'inizio di una strada sulla quale i conducenti devono osservare, quando è difficile incrociare o sorpassare, i segni e le indicazioni date dal conducente di veicoli pubblici del servizio di linea. |
|                  | Fine della strada postale di montagna                         | Indica la fine di una strada sulla quale i conducenti devono osservare, quando è difficile incrociare o sorpassare, i segni e le indicazioni date dal conducente di veicoli pubblici del servizio di linea. |
|                  | Galleria                                                      | Indica l'inizio di una galleria ed eventualmente la sua lunghezza. Nelle gallerie è vietato fermarsi (salvo casi di necessità), fare inversione di marcia e fare retromarcia; inoltre è obbligatorio accendere i fari del veicolo e, in caso di fermata, spegnere il motore. |
|                  | Senso unico                                                   | Segnala il termine del doppio senso di circolazione all'interno di una carreggiata. |
|                  | Senso unico con circolazione di ciclisti in senso inverso     | Segnala il termine del doppio senso di circolazione all'interno di una carreggiata ma con la possibilità di incrociare ciclisti provenienti in senso inverso. |
|                  | Strada senza uscita                                           | Indica una strada senza uscita. |
|                  | Strada senza uscita con eccezioni                             | Indica una strada senza uscita che però prosegue come ciclopista e percorso pedonale. |
|                  | Zona di protezione delle acque                                | Segnala una regione nella quale il conducente che trasporta un carico tale da poter inquinare le acque deve mostrarsi particolarmente prudente. |
|                  | Ubicazione di un passaggio pedonale                           | Indica l'ubicazione di un passaggio pedonale dove il pedone che attraversa la strada gode della precedenza rispetto ai veicoli (tranne che rispetto alle tranvie e alle ferrovie su strada); il segnale è utilizzato obbligatoriamente al di fuori dei centri abitati mentre all'interno delle località è impiegato solo il passaggio è difficilmente visibile o situato in una posizione inaspettata per i conducenti di veicoli. È vietata la fermata dei veicoli sul passaggio pedonale e nei 5 m prima di esso (o, se presente l'apposita segnaletica orizzontale vietante la fermata, nello spazio da essa indicata). |
|                  | Sottopassaggio pedonale                                       | Indica un sottopassaggio pedonale obbligatorio per i pedoni che vogliano attraversare la strada e vietato ai veicoli. |
|                  | Cavalcavia pedonale                                           | Indica un cavalcavia pedonale obbligatorio per i pedoni che vogliano attraversare la strada e vietato ai veicoli. |
|                  | Ospedale                                                      | Indica la presenza di una struttura ospedaliera nelle vicinanze ed invita ad evitare i rumori. |
|                  | Piazzuola                                                     | Indica una piazzola dove i veicoli lenti possono fermarsi per agevolare il deflusso degli altri veicoli. Nella piazzola sono vietata la sosta e la fermata. |
|                  | Piazzuola di fermata per veicoli in panna (solo in Svizzera)  | Indica una piazzola dove è consentita la fermata di veicoli in panne. Nella piazzola sono vietata la sosta e la fermata (salvo che per i casi di emergenza). |
|                  | Parcheggio                                                    | Indica un parcheggio autorizzato. Consente la sosta a tempo indeterminato salvo indicazioni differenti. |
|                  | Parcheggio con disco                                          | Indica che per sostare in quello spazio è necessario esporre il disco orario. Salvo diversa indicazione l'obbligo di esporre il disco orario vale solo nei giorni feriali, dalle 08.00 alle 19.00. |
|                  | Fine del parcheggio con disco orario                          | Indica la fine della zona del parcheggio con disco. Il segnale non è più utilizzato ed è stato abolito. |
|                  | Parcheggio contro pagamento                                   | Indica un parcheggio autorizzato a pagamento. |
|                  | Parcheggio coperto                                            | Indica un parcheggio coperto. |
|                  | Distanza e direzione di un parcheggio                         | Indica la direzione e la distanza per un parcheggio autorizzato. |
|                  | Indicatore di direzione per autocarri                         | Indica indica la direzione che dovrebbero prendere gli autocarri. |
|                  | Uscita di scampo                                              | Indica una corsia demarcata in rossobianco seguita da un letto di ghiaia sul quale i conducenti, in caso di avaria dei freni, possono far fermare il veicolo. |
|                  | Parcheggio con collegamento ad un mezzo di trasporto pubblico | Indica un parcheggio dal quale si possono prendere i mezzi di linea indicati nel segnale. |

### Indicazione della direzione sulle strade principali e sulle strade secondarie
| Segnale svizzero | Significato                                                                         | Spiegazione |
|                  | Inizio della località sulle strade principali (solo in Svizzera)                    | Indica l'inizio di un centro abitato lungo le strade principali. |
|                  | Fine della località sulle strade principali (solo in Svizzera)                      | Indica la fine di un centro abitato lungo le strade principali. Nella parte superiore del segnale è indicato il nome del successivo centro abitato mentre in quella inferiore è presente la distanza da una destinazione importante. |
|                  | Inizio della località sulle strade secondarie (solo in Svizzera)                    | Indica l'inizio di un centro abitato lungo le strade secondarie. |
|                  | Fine della località sulle strade secondarie (solo in Svizzera)                      | Indica la fine di un centro abitato lungo le strade secondarie. Nella parte superiore del segnale è indicato il nome del successivo centro abitato mentre in quella inferiore è presente la distanza da una destinazione importante. |
|                  | Inizio della località sulle strade principali (solo in Liechtenstein)               | Indica l'inizio di un centro abitato lungo le strade principali. |
|                  | Fine della località sulle strade principali (solo in Liechtenstein)                 | Indica la fine di un centro abitato lungo le strade principali e il nome del successivo centro abitato. |
|                  | Inizio della località sulle strade secondarie (solo in Liechtenstein)               | Indica l'inizio di un centro abitato lungo le strade secondarie. |
|                  | Fine della località sulle strade secondarie (solo in Liechtenstein)                 | Indica la fine di un centro abitato lungo le strade secondarie e il nome del successivo centro abitato. |
|                  | Indicatore di direzione per le autostrade e semiautostrade                          | Indica le direzioni raggiungibili attraverso un'autostrada o una semiautostrada. |
|                  | Indicatore di direzione per le strade principali                                    | Indica le direzioni raggiungibili tramite una strada principale. |
|                  | Indicatore di direzione per le strade secondarie                                    | Indica le direzioni raggiungibili tramite strade secondarie. |
|                  | Indicatore di direzione per deviazione                                              | Indica le direzioni raggiungibili o il percorso da seguire in seguito a una deviazione. |
|                  | Indicatore di direzione a forma di tabella                                          | Indica le direzioni raggiungibili al prossimo incrocio. |
|                  | Indicatore di direzione avanzato su strade principali                               | Indica le direzioni raggiungibili al prossimo incrocio lungo una strada principale. |
|                  | Indicatore di direzione avanzato su strade secondarie                               | Indica le direzioni raggiungibili al prossimo incrocio lungo una strada secondaria. |
|                  | Indicatore di direzione avanzato con ripartizione delle corsie su strada principale | Indica le direzioni raggiungibili al prossimo incrocio con canalizzazioni lungo una strada principale. |
|                  | Indicatore di direzione avanzato con ripartizione delle corsie su strada secondaria | Indica le direzioni raggiungibili al prossimo incrocio con canalizzazioni lungo una strada secondaria. |
|                  | Indicatore di direzione avanzato annunciante una limitazione                        | Indica le direzioni raggiungibili e le limitazioni vigenti sulle strade che conducono alle località indicate. |
|                  | Cartello di preselezione collocato al di sopra di una corsia su strada principale   | Indica le direzioni raggiungibili incanalandosi nella corsia indicata lungo una strada principale. È posto a ponte sopra la strada.                                                                                                  |
|                  | Cartello di preselezione collocato al di sopra di una corsia su strada secondaria   | Indica le direzioni raggiungibili incanalandosi nella corsia indicata lungo una strada secondaria. È posto a ponte sopra la strada.                                                                                                  |
|                  | Indicatore di direzione per autocarri                                               | Indica la direzione da seguire per determinate categorie (nell'esempio autocarri). |
|                  | Indicatore di direzione - parcheggio                                                | Indica la direzione da seguire e la relativa distanza per raggiungere un parcheggio. |
|                  | Indicatore di direzione - parcheggio con un collegamento ad un mezzo pubblico       | Indica la direzione da seguire per raggiungere un parcheggio servito da mezzi del trasporto pubblico (ad es. treno). |
|                  | Indicatore di direzione - campeggio                                                 | Indica la direzione da seguire per arrivare al luogo indicato. |
|                  | Indicatore di direzione - terreno per veicoli abitabili                             | Indica la direzione da seguire per raggiungere un'area adibita alla sosta di veicoli abitabili. |
|                  | Indicatore di direzione per aziende                                                 | Indica la direzione da seguire per raggiungere una determinata azienda. |
|                  | Indicatore di direzione - percorso raccomandato per ciclisti                        | Indica la direzione consigliata ai ciclisti per raggiungere una determinata località. |
|                  | Indicatore di direzione - percorso per mountain bike                                | Indica la direzione di un itinerario da percorrere in mountain bike per raggiungere una determinata località. |
|                  | Indicatore di direzione - percorso per mezzi simili ai veicoli                      | Indica la direzione di un itinerario da percorrere coi pattini in linea per raggiungere una determinata località. |
|                  | Indicatore di direzione a forma di tabella per una sola cerchia di utilizzatori     | Indica diverse direzioni possibili per i soli utenti indicati nel pittogramma (ad es. ciclisti). |
|                  | Indicatore di direzione a forma di tabella per più cerchie di utilizzatori          | Indica diverse direzioni possibili riservate ai diversi utenti indicati nei pittogrammi. |
|                  | Indicatore di direzione senza destinazione                                          | Indica la direzione di un itinerario riservato ad uno o più utenti, opportunamente segnalati con i pittogrammi, senza indicare la destinazione.                                                                                      |
|                  | Indicatore di direzione avanzato senza destinazione                                 | Indica la direzione da seguire per raggiungere un itinerario riservato ai soli utenti indicati nel pittogramma (ad es. pattinatori in linea).                                                                                        |
|                  | Segnale di conferma                                                                 | Conferma il raggiungimento di un determinato itinerario riservato ai soli utenti indicati nel pittogramma (ad es. ciclisti). |
|                  | Segnale di fine percorso                                                            | Indica la fine di un itinerario riservato ai soli utenti indicati nel pittogramma (ad es. ciclisti in mountain bike). |
|                  | Guida del traffico                                                                  | Indica il percorso da seguire per pervenire in una via. |
|                  | Indicatore di direzione avanzato annunciante una deviazione                         | Indica che la strada principale è chiusa al traffico ed è in vigore una deviazione. |
|                  | Indicatore di direzione avanzato presso aree con percorso rotatorio obbligato       | Indica le destinazioni raggiungibili alla prossima rotatoria. |
|                  | Strada laterale che implica un pericolo o una restrizione                           | Indica che la strada laterale che si incontra presenta il pericolo indicato nel segnale. |
|                  | Tavoletta numerata per strade europee                                               | Identifica una strada europea. |
|                  | Tavoletta numerata per le strade principali                                         | Identifica una strada principale. |
|                  | Tavoletta numerata per autostrade e semiautostrade (solo in Svizzera)               | Identifica un'autostrada o una semiautostrada. |
|                  | Tavoletta numerata per raccordi (solo in Svizzera)                                  | Identifica un'uscita autostradale o semiautostradale. |
|                  | Tavoletta numerata per ramificazioni (solo in Svizzera)                             | Identifica un bivio autostradale o semiautostradale. |

### Indicazione della direzione su autostrade e semiautostrade[5]
| Segnale svizzero | Significato                                                                                 | Spiegazione |
|                  | Cartello preannunciante il prossimo raccordo                                                | Preavvisa un'uscita autostradale o semiautostradale. È posto 1000 metri prima dell'inizio della corsia di decelerazione.                                                                                              |
|                  | Indicatore di direzione avanzato ai raccordi                                                | Preavvisa un'uscita autostradale o semiautostradale. È posto 500 metri prima dell'inizio della corsia di decelerazione.                                                                                               |
|                  | Indicatore di direzione ai raccordi                                                         | Preavvisa un'uscita lungo un'autostrada o una semiautostrada indicando i nomi delle località raggiungibili da tale uscita. È posto all'inizio della corsia di decelerazione.                                          |
|                  | Indicatore d'uscita                                                                         | Indica l'uscita autostradale o semiautostradale. È posto in corrispondenza dell'uscita. Lo stesso segnale si può trovare anche nelle versioni in altre lingue: in francese ed in italiano .                           |
|                  | Cartello di biforcazione                                                                    | Indica una ramificazione autostradale o semiautostradale. È posto in corrispondenza della ramificazione. |
|                  | Cartello delle distanze in chilometri                                                       | Indica le distanze alle località indicate nel segnale percorrendo itinerari autostradali o semiautostradali. |
|                  | Cartello di ramificazione                                                                   | Indica l'avvicinarsi di una ramificazione autostradale o semiautostradale. È posto 1500 metri prima dell'inizio delle corsie che conducono alla ramificazione.                                                        |
|                  | Primo indicatore di direzione avanzato                                                      | Preavvisa un'intersezione autostradale (o semiautostradale) con altra autostrada (o semiautostrada). È posto a 1000 metri dall'inizio delle corsie che conducono alla ramificazione.                                  |
|                  | Secondo indicatore di direzione avanzato                                                    | Preavvisa un'intersezione autostradale (o semiautostradale) con altra autostrada (o semiautostrada). È posto a 500 metri dall'inizio delle corsie che conducono alla ramificazione.                                   |
|                  | Cartello di preselezione collocato al di sopra di una corsia su autostrada o semiautostrada | Indica le direzioni raggiungibili incanalandosi nella corsia indicata lungo un'autostrada o una semiautostrada. È posto a ponte sopra la strada nel punto in cui iniziano le corsie che conducono alla ramificazione. |
|                  | Telefono di soccorso                                                                        | Indica un telefono per la chiamata di emergenza. |
|                  | Posto di polizia                                                                            | Indica un posto di polizia nelle vicinanze. Lo stesso segnale si può trovare anche nelle versioni in altre lingue: in francese ed in italiano .                                                                       |
|                  | Cartello indicante i chilometri                                                             | Indica la progressiva chilometrica della strada in oggetto. |
|                  | Cartello indicante gli ettometri                                                            | Indica la progressiva ettometrica della strada in oggetto. |

### Informazioni
| Segnale svizzero | Significato                                                          | Spiegazione |
|                  | Stato delle strade                                                   | Indica la condizione della strada segnalata nel segnale; nell'esempio è indicato che la strada per il passo della Furka è chiusa al traffico dopo la località Realp e vi è la possibilità che la carreggiata sia gelata . |
|                  | Preavviso sullo stato delle strade                                   | Indica la transitabilità delle strade indicate. I segnali verdi indicano che la strada è transitabile, quelli rossi che è chiusa, il segnale "Catene per la neve obbligatorie" indica che è obbligatorio l'uso di catene per la neve (o dispositivi analoghi autorizzati) mentre i segnali "Strada sdrucciolevole" e "Carreggiata gelata" indicano la presenza di neve gelata o ghiaccio sulla strada. |
|                  | Disposizione delle corsie                                            | Indica la disponibilità delle corsie. |
|                  | Disposizione delle corsie con restrizioni                            | Indica la disponibilità delle corsie e le restrizione presenti. |
|                  | Apertura della corsia di emergenza (solo in Svizzera)                | Indica l'apertura e la chiusura della corsia di emergenza alla marcia veicolare (corsia dinamica). Introdotto il 1º gennaio 2016. |
|                  | Campeggio                                                            | Indica un campeggio. |
|                  | Terreno per veicoli abitabili                                        | Indica un terreno per veicoli abitabili. |
|                  | Telefono                                                             | Indica un telefono pubblico. |
|                  | Primo soccorso                                                       | Indica la presenza di un pronto soccorso. |
|                  | Assistenza meccanica                                                 | Indica la presenza di un'officina di riparazioni. Questo segnale è abolito dal 1º gennaio 2016. |
|                  | Rifornimento                                                         | Indica la presenza di un posto di rifornimento. |
|                  | Albergo-motel                                                        | Indica la presenza di un albergo o un motel. |
|                  | Ristorante                                                           | Indica la presenza di un ristorante. |
|                  | Bar                                                                  | Indica la presenza di un bar. |
|                  | Informazioni                                                         | Indica la presenza di un punto informazioni. |
|                  | Ostello della gioventù                                               | Indica la presenza di un ostello della gioventù. |
|                  | Bollettino radio sulle condizioni del traffico                       | Indica la frequenza della radio per il bollettino sulle condizioni del traffico. |
|                  | Funzioni religiose                                                   | Indica gli orari di svolgimento delle Messe cattoliche e delle funzioni protestanti. |
|                  | Estintore                                                            | Indica la presenza di un estintore. |
|                  | Informazioni sui limiti di velocità generali (solo in Svizzera)      | Indica i limiti generali di velocità presenti in Svizzera, validi per le autovetture. È posto in prossimità delle frontiere. |
|                  | Informazioni sui limiti di velocità generali (solo in Liechtenstein) | Indica i limiti generali di velocità presenti sia in Liechtenstein sia in Svizzera, validi per le autovetture. È posto in prossimità delle frontiere. |
|                  | Direzione della prossima uscita di sicurezza e distanza da essa      | Indica la direzione e la distanza delle uscite d'emergenza più vicine. |
|                  | Uscita di sicurezza                                                  | Segnala un'uscita d'emergenza. |

## Indicazioni che completano i segnali
| Segnale svizzero | Significato                                                    | Spiegazione |
|                  | Cartello di distanza                                           | Indica la distanza alla quale si riferisce il segnale. |
|                  | Cartello indicante la distanza e direzione                     | Indica la distanza e la direzione da seguire ai quali si riferisce il segnale. |
|                  | Lunghezza del tratto                                           | Indica l'estesa dell'indicazione del segnale. |
|                  | Cartello di inizio, ripetizione e fine                         | Indicano rispettivamente l'inizio, la prosecuzione o la fine dell'indicazione del segnale. |
|                  | Cartello di direzione                                          | Indica il luogo dove è valido il segnale a cui si riferisce; in particolare è usato con i segnali relativi al parcheggio o per indicare che si debba far uso di una pista riservata sull'altro lato della strada. |
|                  | Andamento della strada principale                              | Indica l'andamento della strada principale. |
|                  | Deroghe al divieto di fermata                                  | Indica quando si può sostare in un tratto normalmente con divieto di fermata. |
|                  | Deroghe al divieto di parcheggio                               | Indica quando si può sostare in un tratto normalmente con divieto di parcheggio. |
|                  | Luce lampeggiante (solo in Svizzera)                           | Viene posto al di sotto dei segnali di "Barriere" e "Passaggio a livello senza barriere" per indicare che il passaggio a livello è provvisto di luci lampeggianti. |
|                  | Segnale luminoso ai passaggi a livello (solo in Liechtenstein) | Viene posto al di sotto dei segnali di "Barriere" e "Passaggio a livello senza barriere" per indicare che il passaggio a livello è provvisto di segnali luminosi. |
|                  | Carreggiata gelata                                             | Viene posto al di sotto del segnale "Strada sdrucciolevole" per indicare che la carreggiata è gelata o coperta da neve. |
|                  | Invalidi                                                       | Viene posto al di sotto del segnale "Parcheggio" per indicare un parcheggio riservato ai disabili. |
|                  | Larghezza della carreggiata                                    | Viene posto al di sotto del segnale "Strada stretta" per indicare la larghezza della carreggiata nel punto più stretto. |
|                  | Rumore esercizi di tiro (solo in Svizzera)                     | Viene posto al di sotto del segnale "Altri pericoli" per indicare la possibilità di rumori improvvisi causati da tiri di artiglieria. |
|                  | Successivo posto di rifornimento (solo in Svizzera)            | Viene posto al di sotto dei segnali di informazione su autostrade e semiautostrade per indicare i successivi posti di rifornimento per il carburante. |
|                  | Svolta a destra consentita ai ciclisti                         | Indica che in corrispondenza di un semaforo è ammessa la svolta a destra con semaforo rosso per i ciclisti |
|                  | Autoveicoli leggeri                                            | Simbolo di "Autoveicoli leggeri" utilizzabile su tavole complementari. |
|                  | Autoveicoli pesanti                                            | Simbolo di "Autoveicoli pesanti" utilizzabile su tavole complementari. |
|                  | Autocarro                                                      | Simbolo di "Autocarro" utilizzabile su tavole complementari. |
|                  | Autocarro con rimorchio                                        | Simbolo di "Autocarro con rimorchio" utilizzabile su tavole complementari. |
|                  | Autoarticolato                                                 | Simbolo di "Autoarticolato" utilizzabile su tavole complementari. |
|                  | Autobus                                                        | Simbolo di "Autobus" utilizzabile su tavole complementari. |
|                  | Rimorchio                                                      | Simbolo di "Rimorchio" utilizzabile su tavole complementari. |
|                  | Rimorchio abitabile                                            | Simbolo di "Rimorchio abitabile" utilizzabile su tavole complementari.. |
|                  | Autoveicolo abitabile                                          | Simbolo di "Autoveicolo abitabile" utilizzabile su tavole complementari. |
|                  | Motoveicolo                                                    | Simbolo di "Motoveicolo" utilizzabile su tavole complementari.. |
|                  | Ciclomotore                                                    | Simbolo di "Ciclomotore" utilizzabile su tavole complementari. |
|                  | Velocipede                                                     | Simbolo di "Velocipede" utilizzabile su tavole complementari. |
|                  | Mountain bike                                                  | Simbolo di "Mountain bike" utilizzabile su tavole complementari. |
|                  | Spingere il velocipede                                         | Simbolo di "Spingere il velocipede" utilizzabile su tavole complementari. |
|                  | Pedone                                                         | Simbolo di "Pedone" utilizzabile su tavole complementari. |
|                  | Tram (solo in Svizzera)                                        | Simbolo di "Tram" utilizzabile su tavole complementari. |
|                  | Trattore                                                       | Simbolo di "Trattore" utilizzabile su tavole complementari. |
|                  | Carro armato (solo in Svizzera)                                | Simbolo di "Carro armato" utilizzabile su tavole complementari. |
|                  | Veicolo cingolato per la preparazione di piste                 | Simbolo di "Veicolo cingolato per la preparazione di piste" utilizzabile su tavole complementari. |
|                  | Sci di fondo                                                   | Simbolo di "Sci di fondo" utilizzabile su tavole complementari. |
|                  | Sciare                                                         | Simbolo di "Sciare" utilizzabile su tavole complementari. |
|                  | Slittare                                                       | Simbolo di "Slittare" utilizzabile su tavole complementari. |
|                  | Stazione di ricarica                                           | Simbolo di "Stazione di ricarica" su tavole complementari; abbinato ad un segnale di divieto di parcheggio, di parcheggio o di parcheggio contro pagamento indica che l'area può essere utilizzata solo per la ricarica di veicoli. |
|                  | Covetturaggio                                                  | Simbolo di "Covetturaggio" utilizzabile su tavole complementari; il numero indicato indica il numero minimo di persone presenti sul veicolo affinché sia considerato in condivisione. Abbinato ad un segnale di parcheggio, parcheggio con disco o parcheggio contro pagamento indica che l'area può essere utilizzata solamente da veicoli il cui numero di persone all'arrivo sia almeno pari a quello indicato nel segnale. Abbinato ad un segnale di divieto generale di circolazione nelle due direzioni, divieto di circolazione per gli autoveicoli o carreggiata riservata ai bus indica che la corsia o la strada in questione può essere percorsa dai veicoli in covetturaggio. |
|                  | Velivolo/Aeroporto                                             | Simboli di "Velivolo" e di "Aeroporto" utilizzabili su tavole complementari. |
|                  | Carico di autoveicoli su ferrovia (solo in Svizzera)           | Simbolo di "Carico di autoveicoli su ferrovia" utilizzabile su tavole complementari.. |
|                  | Carico di autoveicoli su traghetto (solo in Svizzera)          | Simbolo di "Carico di autoveicoli su traghetto" utilizzabile su tavole complementari. |
|                  | Zona industriale e artigianale                                 | Simbolo di "Zona industriale e artigianale" utilizzabile su tavole complementari. |
|                  | Sdoganamento con dichiarazione a vista                         | Viene posto al di sotto del segnale "Divieto generale di circolazione nelle due direzioni" che quella parte della carreggiata è riservata ai conducenti con dichiarazione a vista. |
|                  | Traffico S (solo in Svizzera)                                  | Viene posto tra in un pannello integrativo indicante le eccezioni al "Divieto di circolazione per autocarri" per segnalare che il divieto non si applica al "traffico S". |
|                  | Ospedale con pronto soccorso                                   | Viene posto negli indicatori di direzione per segnalare un ospedale con pronto soccorso. |
|                  | Telefono d'emergenza                                           | Viene posto assieme al segnale "Posto di fermata per veicoli in panna" per segnalare che la piazzola è dotata di un telefono d'emergenza. |
|                  | Estintore                                                      | Viene posto assieme al segnale "Posto di fermata per veicoli in panna" per segnalare che la piazzola è dotata di un estintore. |

## Segni e istruzioni della polizia
I segnali manuali vengono utilizzati dalla polizia, dalle pattuglie scolastiche, dagli addetti ai cantieri e da figure simili al fine di gestire il traffico, evitare una situazione di pericolo o fermare la circolazione. Al fine di migliorare la visibilità di tali segnalazioni possono essere utilizzati strumenti quali palette, bandierine o bastoni.
| Segnale svizzero | Significato                    | Spiegazione                                                                         |
|                  | Braccio alzato verticalmente   | Ferma la circolazione proveniente da ogni direzione.                                |
|                  | Braccio teso lateralmente      | Ferma la circolazione proveniente da tergo e verso il dorso della mano dell'agente. |
|                  | Due braccia tese lateralmente  | Ferma la circolazione proveniente dal davanti e da dietro.                          |
|                  | Cenno di approccio             | Indica via libera per la circolazione nel senso indicato.                           |
|                  | Avanbraccio alzato e abbassato | Indica di rallentare.                                                               |

## Segnali luminosi[7]
I segnali luminosi adottati in Svizzera seguono la seguente successione dei colori: verde - giallo - rosso - rosso e contemporaneamente giallo - verde. Le istruzioni fornite dai segnali luminosi prevalgono sulle demarcazioni, sui segnali di precedenza e sulle norme generali di precedenza. Tali segnali sono montati assieme a delle tavole rettangolari nere con bordo bianco al fine di evitare fenomeni di abbagliamento.
| Segnale svizzero | Significato                                                              | Spiegazione |
|                  | Semaforo - disposizione verticale                                        | Disposizioni dei colori delle luci nei semafori verticali: la luce rossa è in alto, la luce gialla è in mezzo e quella verde in basso. |
|                  | Semaforo - disposizione orizzontale                                      | Disposizioni dei colori delle luci nei semafori orizzontali: la luce rossa è a sinistra, la luce gialla è in mezzo e quella verde a destra. |
|                  | Luce verde                                                               | La luce verde del semaforo indica via libera; tuttavia i veicoli che svoltano devono comunque dare la precedenza al traffico in senso inverso, ai pedoni e ai mezzi simili ai veicoli in attraversamento. |
|                  | Luce gialla                                                              | La luce gialla del semaforo indica l'obbligo di fermarsi per i veicoli che sono in grado di farlo prima dell'intersezione. |
|                  | Luce rossa                                                               | La luce rossa del semaforo indica l'obbligo di fermarsi. |
|                  | Luce gialla accesa assieme alla luce rossa                               | La luce gialla accesa assieme alla luce rossa indica di prepararsi a ripartire perché a breve scatterà la luce verde. |
|                  | Luce gialla lampeggiante                                                 | La luce gialla lampeggiante obbliga i conducenti ad usare particolare prudenza (ad esempio presso cantieri, attraversamenti pedonali ecc.). |
|                  | Frecce verdi                                                             | Le frecce verdi, su sfondo nero, indicano via libera solamente nelle direzioni indicate dalle frecce; in tal caso i veicoli che procedono nelle direzioni indicate non devono aspettarsi di incrociare altri veicoli, pedoni o mezzi simili ai veicoli a cui debbano dare la precedenza.                                               |
|                  | Frecce verdi con luce gialla lampeggiante                                | Le frecce verdi, su sfondo nero, indicano via libera solamente nelle direzioni indicate dalle frecce; la presenza della luce gialla lampeggiante indica che i veicoli che procedono nelle direzioni indicate devono comunque dare la precedenza al traffico in senso inverso e ai pedoni e mezzi simili ai veicoli in attraversamento. |
|                  | Frecce gialle                                                            | Le frecce gialle, con contorno nero e su sfondo giallo, indicano l'obbligo di fermarsi per i veicoli che siano in grado di farlo prima dell'intersezione solamente nelle direzioni indicate dalle frecce. |
|                  | Frecce rosse                                                             | Le frecce rosse, con contorno nero e su sfondo rosso, indicano l'obbligo di fermarsi per i veicoli che siano in grado di farlo prima dell'intersezione solamente nelle direzioni indicate dalle frecce. |
|                  | Semaforo con frecce nere su tavola complementare                         | La tavola complementare posta sotto un semaforo indica che i segnali luminosi sono validi solo nel senso indicato dalla freccia. |
|                  | Semaforo con simbolo di pedone                                           | Si tratta di un semaforo le cui istruzioni si rivolgono solo ai pedoni. La luce verde indica la possibilità di attraversare l'incrocio mentre la luce verde lampeggiante, la luce gialla e la luce rossa indicano che i pedoni devono allontanarsi immediatamente dall'incrocio.                                                       |
|                  | Semaforo con simbolo di velocipede                                       | Si tratta di un semaforo in cui le luci hanno la sagoma di un velocipede e le cui istruzioni si rivolgono solamente ai velocipedi e ai ciclomotori; il simbolo di velocipede può anche comparire su una tavola complementare. |
|                  | Semaforo con simbolo di velocipede e frecce nere su tavola complementare | Si tratta di un semaforo le cui istruzioni si rivolgono esclusivamente ai velocipedi e ai ciclomotori e sono valevoli solamente nella direzione indicata nella freccia; il simbolo di velocipede può comparire anch'esso sulla tavola complementare.                                                                                   |
|                  | Semaforo con luci bianche disposte in maniera particolare                | Si tratta di un semaforo con luci bianche le cui istruzioni sono valevoli solamente per i veicoli pubblici in servizio di linea. |

## Demarcazioni e dispositivi di rotta
| Segnale svizzero | Significato                                                                           | Spiegazione |
|                  | Linea di sicurezza                                                                    | Si tratta di una linea continua di colore bianco utilizzata per demarcare la metà della carreggiata o delimitare le corsie; in quanto linea continua non può essere oltrepassata. |
|                  | Doppia linea di sicurezza (segnale 6.02)                                              | Si tratta di una doppia linea continua di colore bianco utilizzata per demarcare la metà della carreggiata quando essa risulta essere divisa in tre o più corsie (o, per particolari motivi di sicurezza, anche quando essa è divisa in due corsie); in quanto linea continue non può essere oltrepassata.                                                                                           |
|                  | Linea di direzione (segnale 6.03)                                                     | Si tratta di una linea discontinua di colore bianco utilizzata per demarcare la metà delle carreggiata o delimitare corsie; in quanto linea discontinua può essere oltrepassata. |
|                  | Linea doppia                                                                          | Si tratta di una linea discontinua affiancata a una linea continua (entrambe di color bianco); è vietato oltrepassarle ai conducenti che abbiano immediatamente al loro fianco una linea di sicurezza (linea continua), mentre tale manovra è permessa a chi abbia immediatamente al proprio fianco una linea discontinua.                                                                           |
|                  | Linea d'avvertimento                                                                  | Si tratta di una serie di tratti discontinui di colore bianco ravvicinati tra di loro che preavvisano l'avvicinarsi di una linea continua (linea di sicurezza o doppia linea di sicurezza). |
|                  | Frecce di preselezione                                                                | Sono delle frecce di colore bianco che indicano ai veicoli le direzioni che possono prendere incanalandosi nelle varie corsie. Se tali frecce sono di color giallo allora si riferiscono esclusivamente agli autobus pubblici di linea. |
|                  | Frecce di rientro                                                                     | Sono delle frecce oblique di color bianco che indicano ai conducenti che la corsia che stanno percorrendo terminerà a breve e quindi devono lasciarla muovendosi nella direzione indicata. |
|                  | Corsia riservata ai bus                                                               | Si tratta di una corsia delimitata da linee continue o discontinue di color giallo con la scritta "BUS". Tali corsie possono essere utilizzate, salvo eccezioni espressamente segnalate, solo dagli autobus pubblici in servizio di linea, dalle tranvie e dalle ferrovie su strada; tuttavia, nel caso le linee fossero discontinue, tali corsie possono essere attraversate dai veicoli in svolta. |
|                  | Corsia ciclabile                                                                      | Si tratta di una corsia delimitata da linee continue o discontinue di colore giallo (eventualmente con il simbolo, in color giallo, di "Velocipede") riservata ai velocipedi. |
|                  | Linea di arresto (segnale 6.10)                                                       | Indica il luogo dove i veicoli devono fermarsi in presenza di un segnale di "Stop", ai passaggi a livello, alla fine delle corsie di svolta e simili. |
|                  | Stop (segnale 6.11)                                                                   | Si tratta della scritta "Stop" che viene posta sulla carreggiata per completare il segnale verticale di "Stop". |
|                  | Linea di attesa (segnale 6.13)                                                        | Indica il luogo dove i veicoli devono eventualmente fermarsi in presenza di un segnale di "Dare precedenza". |
|                  | Preannuncio della linea di attesa (segnale 6.14)                                      | Si tratta di un triangolo equilatero che viene posto sulla carreggiata per preavvisare una linea d'attesa. |
|                  | Linea longitudinale continua (segnali 6.12)                                           | Si tratta di una linea longitudinale continua che viene posta per completare una linea d'arresto o una linea d'attesa. |
|                  | Linea di margine (segnale 6.15)                                                       | Si tratta di una linea continua di colore bianco che delimita il bordo della carreggiata. |
|                  | Linea di guida (segnale 6.16)                                                         | Si tratta di una linea discontinua di colore bianco che serve alla guida ottica del traffico (ad esempio demarcando zone della carreggiata che non costituiscono corsie oppure indicando il bordo della carreggiata nelle intersezioni). |
|                  | Linea di guida dopo una linea di attesa                                               | Si tratta di una linea di guida utilizzata per delimitare la carreggiata in unione con una linea d'attesa. |
|                  | Linea di guida su strada principale che cambia direzione                              | Si tratta di una linea di guida che delimita il bordo della strada principale quando questa cambia direzione. |
|                  | Passaggio pedonale (segnale 6.17)                                                     | Si tratta di una serie di strisce di colore giallo parallele alla strada utilizzate per demarcare un passaggio pedonale. |
|                  | Linea vietante l'arresto (segnale 6.18)                                               | Si tratta di una linea continua di colore giallo e lunga almeno 10 m utilizzata per vietare l'arresto prima dei passaggi pedonali. |
|                  | Corsia pedonale                                                                       | Sono delle linee continue oblique di colore giallo che vengono poste sulla carreggiata per demarcare una corsia pedonale. |
|                  | Superficie vietata                                                                    | Sono delle linee di colore bianco che servono alla guida ottica del traffico e vietano il transito ai veicoli sull'area che demarcano. |
|                  | Linea a zig-zag                                                                       | Si tratta di una linea a zig-zag di colore giallo che demarca un'area riservata alla fermata dei servizi pubblici di linea. La fermata in tale zona è consentita ad altri veicoli solo per permettere le operazioni di carico e scarico passeggeri (e in ogni caso non devono essere intralciati i servizi pubblici di linea).                                                                       |
|                  | Linea vietante il parcheggio                                                          | Si tratta di una linea intervallata da croci di colore giallo che vieta il parcheggio sul bordo della carreggiata su cui è posta. |
|                  | Spazio con divieto di parcheggio                                                      | Si tratta di due linee incrociate di colore giallo che vietano il parcheggio nell'area da esse delimitata tranne ai veicoli indicati dall'iscrizione posta assieme alle linee (nell'esempio "Taxi"). |
|                  | Linea vietante la fermata                                                             | Si tratta di una linea continua di colore giallo che vieta la fermata sul bordo della carreggiata su cui è posta. |
|                  | Zona di attesa per velocipedi (precedentemente denominata Corsia ciclabile allargata) | Si tratta di una zona della carreggiata, posta prima dei semafori, dove i ciclisti, se la luce è rossa, possono affiancarsi ad altri ciclisti prima di attraversare l'intersezione. |
|                  | Colonnetta direttrice destra                                                          | Si tratta di una colonnetta dotata di catarifrangente rettangolare bianco; viene posta sul bordo destro della carreggiata al fine di evidenziarlo. |
|                  | Colonnetta direttrice sinistra                                                        | Si tratta di una colonnetta dotata due catarifrangenti circolari bianchi; viene posta sul bordo sinistro della carreggiata al fine di evidenziarlo. |